# Joris Bert
Pour les articles homonymes, voir Bert.
Joris Bert, né le 16 mai 1987 à Louviers, est un joueur français de baseball qui évolue au poste de champ centre chez les Huskies de Rouen après avoir évolué en Ligue mineure de baseball pour l'organisation des Dodgers de Los Angeles.

## Biographie
Formé au Wallabies de Louviers, ville dont il est originaire, puis au Pôle France de l'INSEP, Joris Bert partage son temps de jeu entre le poste de lanceur et le champ extérieur. Arrivé à Rouen après avoir évolué de 2000 à 2005 aux Woodchucks de Bois-Guillaume, il remporte le championnat de France 2006 avec les Huskies de Rouen. En juillet 2006, il est vice-champion d'Europe Espoir avec l'équipe de France.
Joueur rapide à la course et disposant d'un bras puissant, il rejoint en janvier 2007 le Texas et le Frank Phillips College. Il mène son équipe à la moyenne au bâton (0,395) et au nombre de bases volées (42 vols en 49 matchs). Les recruteurs de la Ligue majeure s'intéressent à lui dans l'optique de la draft de 2007 et le 8 juin, il devient le premier joueur français de l'histoire à être repêché  par une franchise de la Ligue majeure de baseball. Il est choisi par les Dodgers de Los Angeles au 19e tour (596e choix global). Du 12 au 16 juin, il participe à la Coupe d'Europe de baseball à Saint Marin avec les Huskies où il glane un titre de vice-champion d'Europe.
Le 27 juillet 2007, il fait ses débuts professionnels en Ligue mineure dans la Gulf Coast League (GCL), une des ligue de développement pour les joueurs draftés. Il frappe un coup sûr et produit un point pour son premier match avec les GCL Dodgers face aux GCL Marlins.
Membre de l'Équipe de France de baseball, il est sélectionné pour participer au tournoi de Pékin du 15 au 24 août 2007 et au Championnat d'Europe 2007 du 5 au 16 septembre 2007.
Avant la reprise de la saison 2009 aux États-Unis, Joris vient renforcer l'équipe des Huskies de Rouen à l'occasion du tournoi qualificatif pour la finale à quatre de la Coupe d'Europe.
Joris est remercié par l'organisation des Dodgers le 17 juin 2009. Il retrouve sa place chez les Huskies où il termine la saison 2009.

## Statistiques
En Championnat de France Élite
| Saison | Équipe         | G  | AB | R  | H  | 2B | 3B | HR | RBI | SB | BA    |
| ------ | -------------- | -- | -- | -- | -- | -- | -- | -- | --- | -- | ----- |
| 2004   | Bois-Guillaume | ?  | ?  | ?  | ?  | ?  | ?  | ?  | ?   | ?  | ?     |
| 2005   | Bois-Guillaume | ?  | ?  | ?  | ?  | ?  | ?  | ?  | ?   | ?  | ?     |
| 2006   | Rouen          | ?  | ?  | ?  | ?  | ?  | ?  | ?  | ?   | ?  | ?     |
| 2007   | Rouen          | 6  | 21 | 6  | 7  | 1  | 0  | 2  | 2   | 3  | 0,333 |
| 2008   | Rouen          | 13 | 65 | 21 | 24 | 3  | 3  | 1  | 9   | 5  | 0,369 |
| 2009   | Rouen          | 16 | 65 | 25 | 30 | 7  | 3  | 0  | 14  | 13 | 0,462 |
| 2010   | Rouen          | 24 | 92 | 30 | 31 | 5  | 2  | 1  | 14  | 27 | 0,337 |
| Totaux | Totaux         | ?  | ?  | ?  | ?  | ?  | ?  | ?  | ?   | ?  | ?     |

Note : G = Matches joués ; AB = Passages au bâton; R = Points ; H = Coups sûrs ; 2B = Doubles ; 3B = Triples ; 
HR = Coup de circuit ; RBI = Points produits ; SB = Buts volés ; BA = Moyenne au bâton.
| Saison | Équipe         | G | GS | CG | SHO | V | D | SV | IP   | SO | ERA  |
| ------ | -------------- | - | -- | -- | --- | - | - | -- | ---- | -- | ---- |
| 2004   | Bois-Guillaume | ? | ?  | ?  | ?   | ? | ? | ?  | ?    | ?  | ?    |
| 2005   | Bois-Guillaume | ? | ?  | ?  | ?   | ? | ? | ?  | ?    | ?  | ?    |
| 2006   | Rouen          | ? | ?  | ?  | ?   | ? | ? | ?  | ?    | ?  | ?    |
| 2009   | Rouen          | 5 | 0  | 0  | 0   | 0 | 1 | 1  | 11.2 | 11 | 4,63 |
| 2010   | Rouen          | 6 | 0  | 0  | 0   | 1 | 0 | 0  | 11.0 | 11 | 1,64 |
| Totaux | Totaux         | ? | ?  | ?  | ?   | ? | ? | ?  | ?    | ?  | ?    |

Note : G = Matches joués ; GS = Matches comme lanceur partant ; CG = Matches complets ; SHO = Blanchissages ; 
V = Victoires ; D = Défaites ; SV = Sauvetages ; IP = Manches lancées ; SO = Retraits sur des prises ; ERA = Moyenne de points mérités.